# Beverley
Beverley ist eine Mittelstadt im Unitary District East Riding of Yorkshire, dessen Verwaltungssitz sie gleichzeitig ist. Sie hat 29.110 Einwohner.

## Geographie
Die Stadt befindet sich 13 km nördlich von Kingston upon Hull, 16 km östlich von Market Weighton sowie 19 km westlich von Hornsea. Der nächste Flughafen ist der Humberside Airport, welcher sich 30 km südlich in Lincolnshire befindet.

## Geschichte

### Northumbria
Der zwischen 1999 und 2007 geborgene Beverley Hoard stammt aus der Eisenzeit (1. Jahrhundert v. Chr.) und besteht aus 110 Goldstatern.

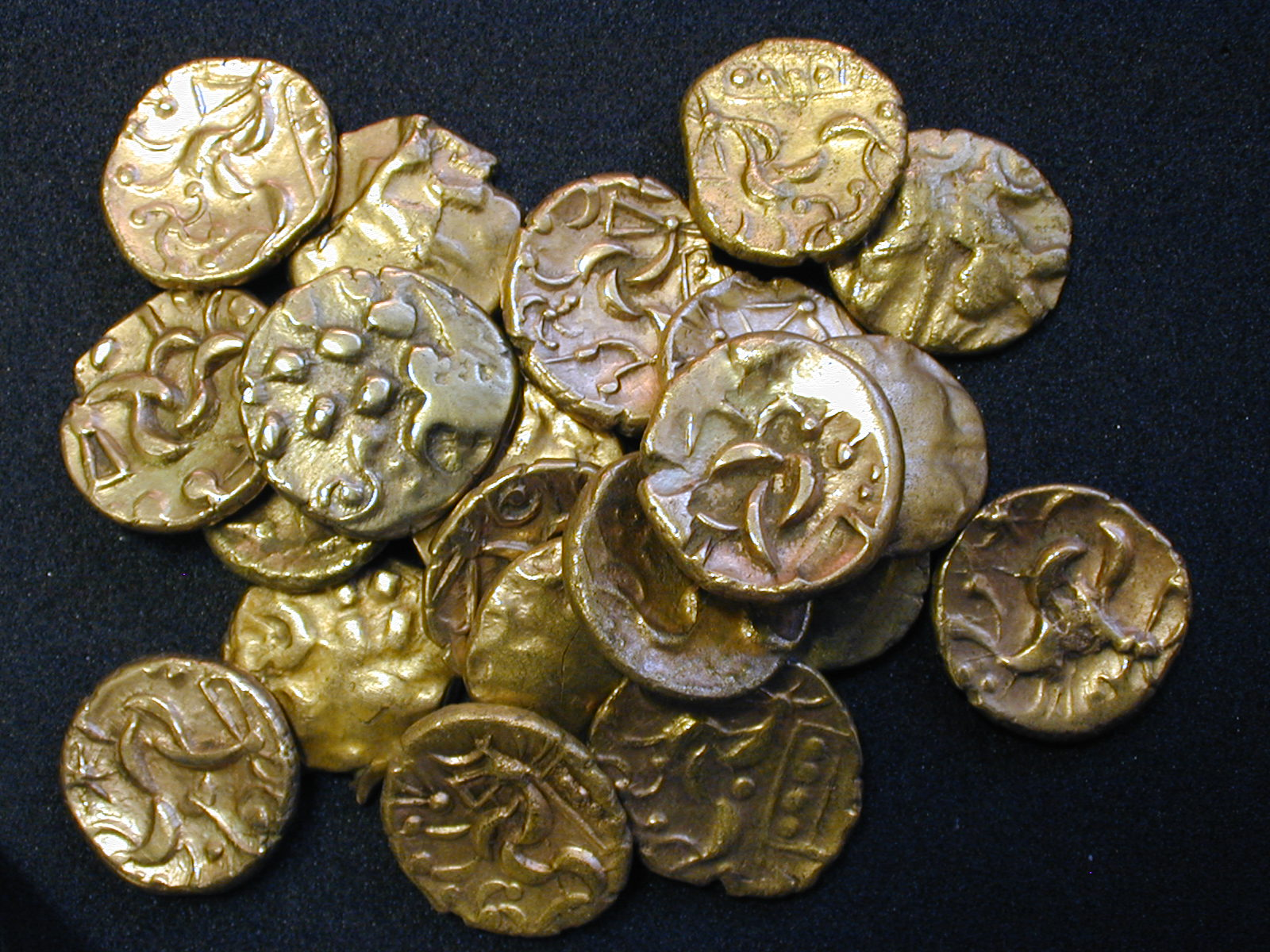
Beverley Hoard

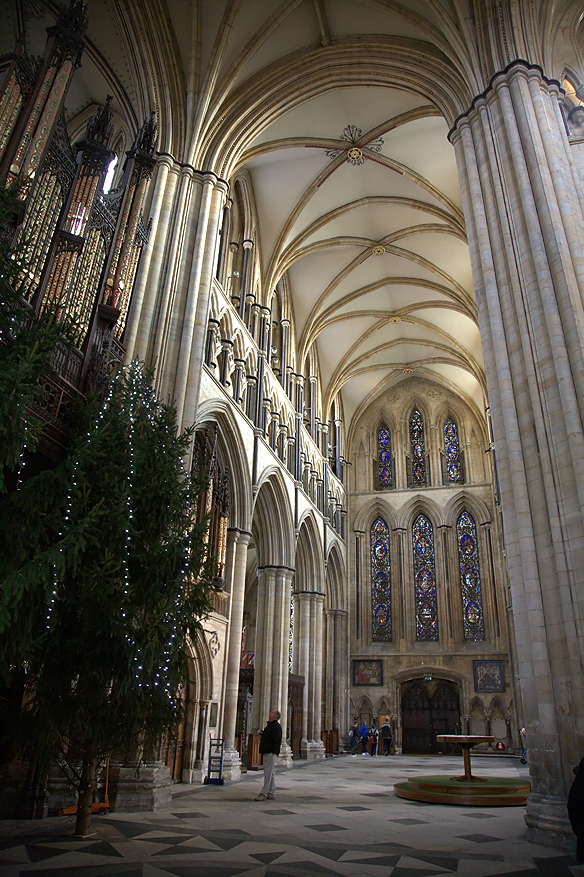
Beverley Minster

Die Ursprünge der Stadt gehen auf das 7. Jahrhundert zurück, die Zeit der angelsächsischen Herrschaft in Northumbria. Das erste bekannte Gebäude war eine dem Evangelisten Johannes geweihte Kirche namens Inderawuda, was übersetzt so viel heißt wie "in bewaldetem Gebiet in Deira liegend". Sie wurde vom Bischof Yorks gegründet, welcher später als John von Beverley († 721) bekannt wurde. Er wurde mit Wundern in Verbindung gebracht und später heiliggesprochen. Um 850 wurde das Kloster durch den Einmarsch des Großen Heidnischen Heeres der Normannen aufgelöst, und der Ort wurde Teil des neuen Königreichs Jórvík. Die Verehrung Johns von Beverley sorgte jedoch auch bis ins 10. Jahrhundert hinein dafür, dass die Bevölkerung der Gegend stetig wuchs.
Vor der Schlacht bei Brunanburh, die nördlich von Beverley geschlagen wurde, betete der englische König Æthelstan jede Nacht in der Kirche von Beverley. Er hatte die Vision eines Sieges, falls er der Stadt zu Wachstum und Wohlstand verhalf. Der Name der Stadt wandelte sich im 10. Jahrhundert zu Bevreli oder Beverlac (von beaver-lake = "Bibersee"), was auf eine Biberpopulation im Hull hinweist. Die letzten drei Erzbischöfe von York unterstützten die Entwicklung Beverleys, insbesondere den Bau des Münsters. Die Stadt wurde zusammen mit York, Ripon und Southwell zu einem der wichtigsten christlichen Zentren Englands. Ealdred wurde von Eduard dem Bekenner als "Alleinherrscher des Gutes von Beverley" eingesetzt. Beverley entwickelte sich zu einem Handelszentrum und produzierte vor allem Textilien, Leder sowie Geweihprodukte.

### Normannische Zeit
Nach der Normannischen Eroberung Englands strömten viele Pilger nach Beverley, als sie von den Wundertaten des Stadtgründers John hörten. Viele Menschen im Norden Englands lehnten die normannische Herrschaft ab und befürworteten den Wiederaufbau des Königreichs Jórvík. Die Normannen unterdrückten die Bevölkerung und verwüsteten die Städte Yorkshires (The Harrying of the North). Beverley blieb von ihnen wegen der Heiligkeit des Ortes jedoch verschont. Im 12. Jahrhundert wuchs die Bevölkerung des Ortes rasant, und so wurde ihm 1122 durch Thurstan der Status des Borough verliehen. Der Handel erlebte eine Blütezeit; insbesondere wurde Wolle für die textilverarbeitenden Städte in den Niederlanden exportiert.

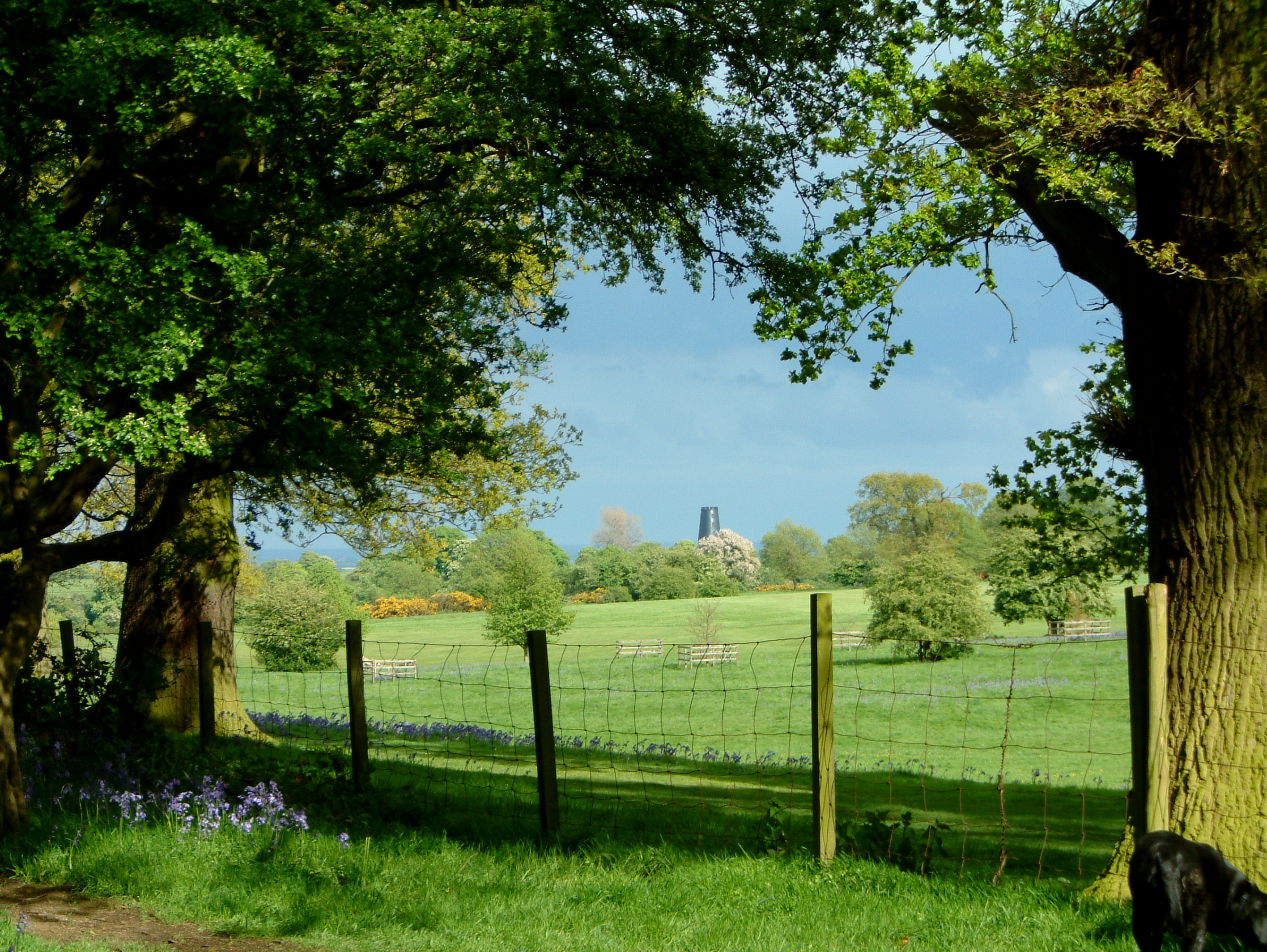
Der Park Westwood

Im Jahre 1188 zerstörte ein großes Feuer Teile der Stadt und beschädigte auch das Münster. Im 13. Jahrhundert wurde den Mönchen des Dominikanerordens von Heinrich III. bei Beverley Land übergeben. Daraufhin entbrannte zwischen den Einheimischen und dem Erzbischof ein Streit über die Landrechte. Nachdem die Einheimischen eine königliche Untersuchung anforderten, bewilligte ihnen der Erzbischof Weideland im Westwood sowie an anderen Stellen.
Im 14. Jahrhundert suchten England durch schlechte Ernten infolge schlechter Wetterbedingungen zahlreiche Hungersnöte heim. Der Schwarze Tod, der Hundertjährige Krieg sowie der Bauernaufstand von 1381 rafften große Teile der Bevölkerung dahin. Beverley jedoch wuchs bis 1377 zur zehntgrößten Stadt Englands.

### Reformation

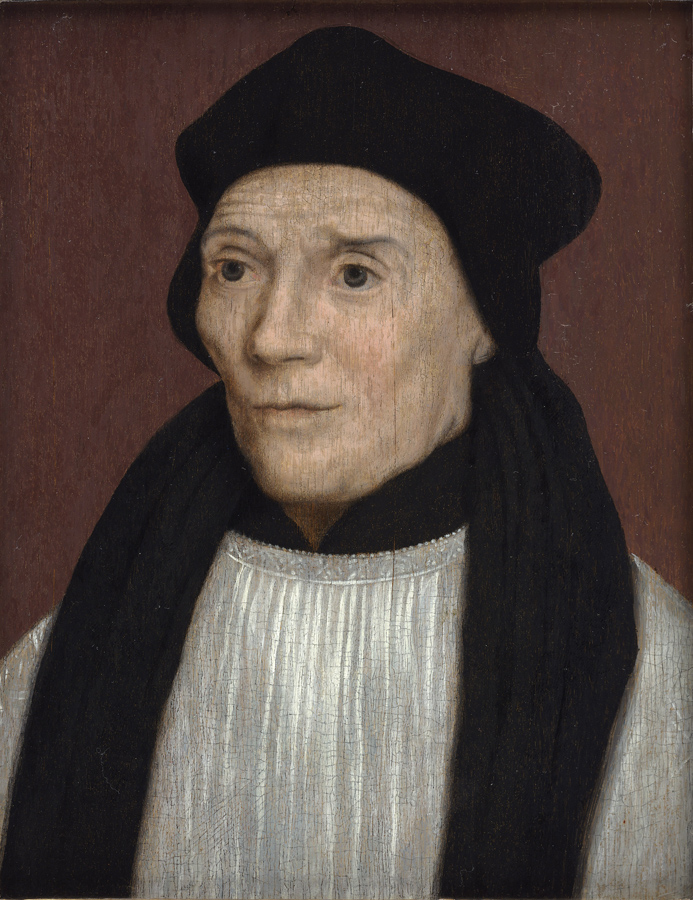
John Fisher, † 1535

War Beverley zuvor ein bedeutender Wallfahrtsort, so nahm seine Bedeutung mit der aufkommenden Reformation deutlich ab. Der einheimische John Fisher sowie Thomas Morus wurden 1535 hingerichtet, da sie Heinrich VIII. nicht als Oberhaupt der Church of England akzeptieren wollten. Im Westwood bei Beverley versammelten sich etwa 500 Rebellen, die sich in York der 30.000 Mann starken Pilgrimage of Grace anschlossen, um den neuen Religions-Gesetzen Heinrichs entgegenzutreten. Der König reagierte mit der Abspaltung von Rom sowie der Auflösung der englischen Klöster. Auch das Dominikanerkloster in Beverley wurde aufgelöst, seine Landgüter enteignet.
Als Folge der konfessionellen Spannungen im Norden Englands wurden die Regierungsaufgaben auf das Council of the North, einem verlängerten Arm des Hauses Tudor übertragen. John Leland, der Bibliothekar Heinrichs VIII., besuchte Beverley und schätzte die Einwohnerzahl der Stadt auf 5000. Das Beverley Minster wurde von seinen neuen Besitzern beinahe abgerissen, weil man das Steinmaterial des Kirchenbaus gewinnbringend verkaufen wollte. Jedoch wurde dies durch die einheimische Bevölkerung unter Führung des reichen Kaufmanns Richard Gray verhindert. Zu Zeiten der Herrschaft Elisabeth I. wurde in Beverley mit Edward Ellerker erstmals ein Bürgermeister eingesetzt. Während der Tudor-Dynastie wurde die Lücke zwischen Arm und Reich immer ausgeprägter, was hauptsächlich mit dem starken Rückgang der Pilgerschaft und somit einer Schwächung der Wirtschaft zu tun hatte.

### Bürgerkrieg

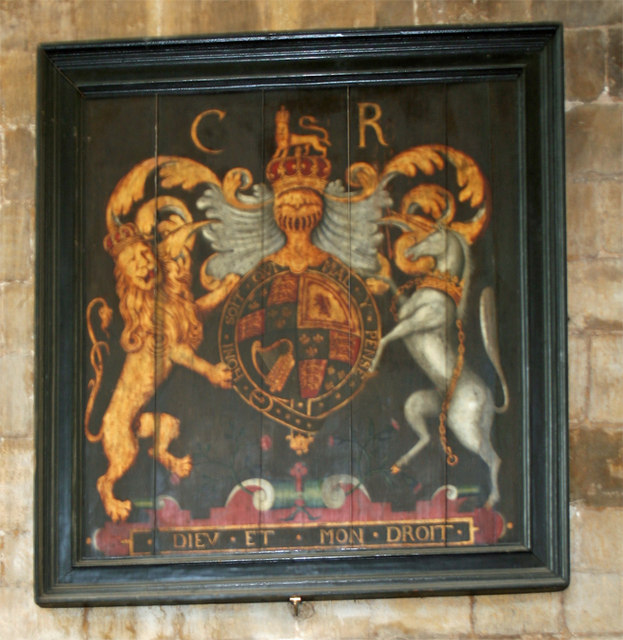
Das Wappen Karls II., abgebildet im Beverley Minster

Zu Beginn des 17. Jahrhunderts raffte die Pest große Teile der Bevölkerung dahin. Die Gegend rund um Beverley und Hull rückte verstärkt in den Fokus, als die Einwohner Hulls sich weigerten, ihre Tore für König Karl I. zu öffnen, nur wenige Monate vor Beginn des Englischen Bürgerkriegs. Der König wandte sich von Hull ab und verbrachte daraufhin drei Wochen in einem Haus in Beverley. Zwar war Beverley traditionell königstreu, jedoch wurde die Stadt von Parlamentariern aus Hull unter Druck gesetzt, sodass der König fliehen musste. Das königliche Heer unter Führung des Generals William Cavendish besiegte jedoch die New Model Army des Oberbefehlshabers Thomas Fairfax und gewann die Kontrolle über Beverley sowie belagerte die Stadt Hull. Letztendlich konnten die Parlamentarier jedoch den Bürgerkrieg für sich entscheiden und installierten das Commonwealth of England; von nun an hatten Kneipen sonntags zu schließen, Theater- sowie Rennveranstaltungen wurden eingestellt. Die Puritaner suchten die Gebetshäuser auf und zerstörten alles, was als götzendienerisch empfunden wurde.
Das Münster schaffte es, diesem Schicksal zu entkommen, was vor allem auf die Prominenz des Hauses Percy sowie den Umstand zurückgeführt wurde, dass die Kirche historische Gedenkstätten ihrer Vorfahren beherbergte. Die Quäker hatten jedoch nicht so viel Glück und wurden von den Puritanern enorm unterdrückt. Die mit der Stuart-Restauration einhergehende Thronbesteigung Karls II. im Jahre 1660 wurde von den Bewohnern Beverleys allgemein gutgeheißen, und sein königliches Wappen wurde im Münster zur Schau gestellt, wo es bis heute hängt. Wirtschaftlich gesehen war Beverley im 17. Jahrhundert überwiegend landwirtschaftlich geprägt. Während der georgianischen Epoche wurde Beverley zur Hauptstadt der historischen Grafschaft East Riding of Yorkshire sowie zur vorrangigen Minderstadt der Region im 18. Jahrhundert erhoben. Damit gewann Beverley den Wettbewerb um diesen Titel gegenüber Pocklington, Howden und Market Weighton. Die Regierungszeit der Georg-Könige war auch die Zeit umfangreicher Renovierungsarbeiten am Stadtbild; viele alte Fachwerkhäuser wurden durch Neubauten im Stile georgianischer Architektur ersetzt.

### Beverley ab 1800

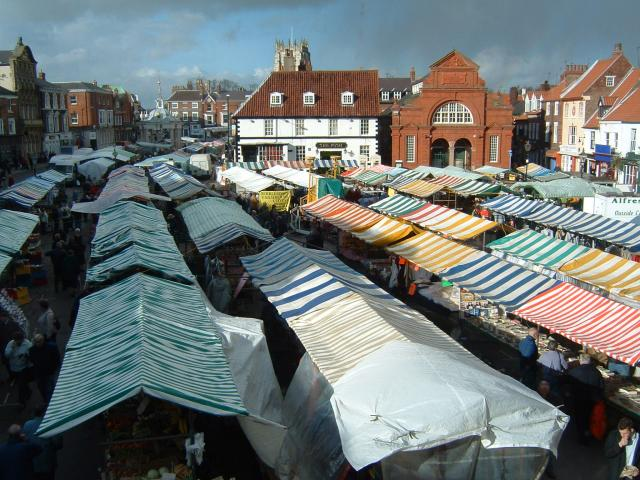
Der Marktplatz von Beverley

Die Einwohnerzahl Beverleys wuchs weiter, und so wurde der Abriss der Stadtmauern beschlossen, um mehr Wohnraum zu schaffen. Der Bevölkerungsanstieg der Stadt fiel verglichen mit jenem des überwiegenden Teils Englands sowie des nahen Hull jedoch eher moderat aus. Beverley blieb auch im 19. Jahrhundert eine Hochburg des Glaubens; auch nonkonformistische Glaubensrichtungen wie der von John Wesley gepredigte Methodismus haben sich in der Stadt etabliert. Die Katholikenemanzipation begann sich um 1800 herum zu entfalten, und die Diözese Beverley wurde 1850 auf dem Gebiet Yorkshires gegründet, welche sich später in zwei Diözesen aufteilte.
Mit Eröffnung des Bahnhofs Beverley im Oktober 1846 ergaben sich weit bessere Verkehrsbedingungen. Auch nach der industriellen Revolution gingen die meisten Einwohner Beverleys landwirtschaftlichen Berufen nach und nur wenige Industriearbeiter waren zu sehen. Während des Zweiten Weltkriegs blieb Beverley im Gegensatz zum benachbarten Hull von schlimmeren Luftangriffen verschont. Nach dem Krieg wurde das Stadtbild intensiv umgestaltet und die Stadt selbst vergrößerte sich. Jedes Jahr wird Beverley mit seinen Hauptattraktionen, dem Münster sowie der Rennbahn, von tausenden Touristen besucht.

### Religionen

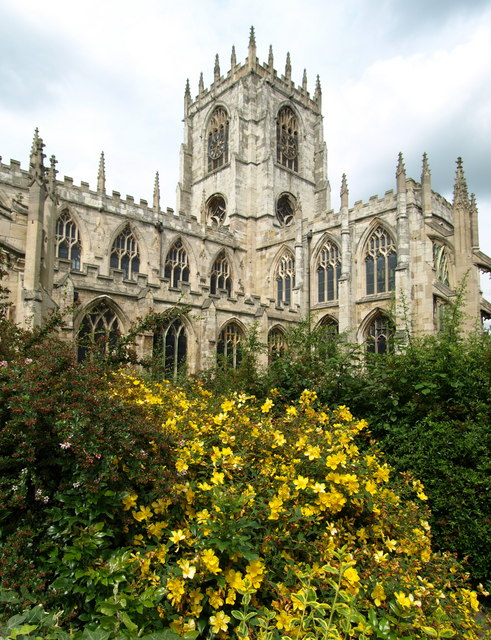
St Mary

79,9 % der Bevölkerung Beverleys bezeichneten sich 2001 als christlich, was 8 % über dem englischen Schnitt lag. Das Beverley Minster besitzt ein Grab, in dem vermutlich die Gebeine des Heiligen John von Beverley aufbewahrt sind. Ein weiterer bekannter Heiliger der Stadt ist John Fisher.
In Beverley gibt es drei Kirchengemeinden der Church of England. Deren drei Gotteshäuser sind das Beverley Minster sowie die Kirchen St Mary und St Nicholas. Beverley ist ein Suffraganbistum und Teil der Diözese York. Es wird in der Stadt überwiegend der Anglo-Katholizismus ausgeübt, welcher vom Erzbischof von York repräsentiert wird. Die Diözese Middlesbrough der Römisch-Katholischen Kirche betreibt mit der Kirche St. John ebenfalls eine Gemeinde. Nach Vollendung der Katholikenemanzipation wurde die Diözese Beverley auf ganz Yorkshire ausgeweitet, später jedoch in zwei kleinere Diözesen aufgeteilt. Die Methodistische Kirche Beverley besitzt drei Gotteshäuser in der Stadt.
Missionare der Kirche Jesu Christi der Heiligen der Letzten Tage trafen 1850 in Beverley ein und gründeten zügig eine eigene Gemeinde. 1963 wurde eine neue Kapelle errichtet und zusammen mit dem dazugehörigen Parkplatz aufgrund der wachsenden Kirchengemeinde in den späten 1990er Jahren erweitert.

## Politik

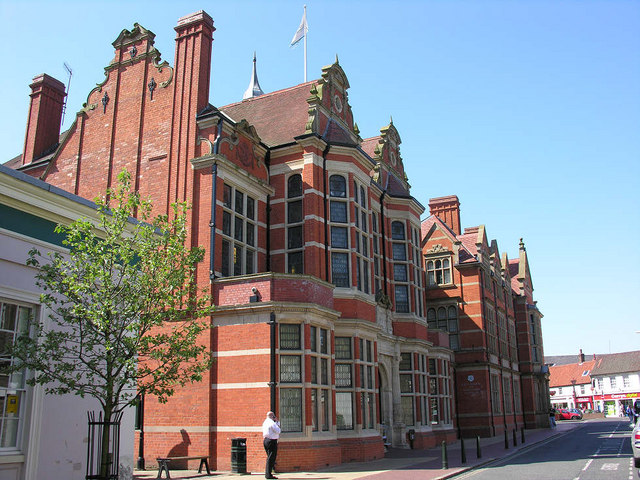
County Hall des East Riding

Im Mittelalter wurde Beverley von Beigeordneten regiert, genannt die zwölf Hüter, welche die Verwaltung sowie die Aufrechterhaltung von Recht und Ordnung in der Stadt beaufsichtigten. Eine 1835 beschlossene Gemeindereform formte die Verwaltung bis 1974. Nun wurde der Borough gemäß dem Local Government Act 1972 auf den Rural District Beverley sowie den vormaligen Urban District Haltemprice innerhalb der neuen Grafschaft Humberside ausgeweitet. Beverley ist seit 1996 wieder Teil bzw. die Hauptstadt von East Riding of Yorkshire, so wie es schon bis 1974 der Fall gewesen war.
Die Stadt wurde bis 1563 in den Houses of Parliament durch die Abgeordneten Yorkshires vertreten, jedoch wurde danach ein eigenständiger parliamentary borough gebildet. So konnte Beverley zwei eigene Abgeordnete ins Parlament schicken. Abgesehen von Sklaven stand das Wahlrecht der gesamten Bevölkerung zu. Die Wahlen wurden immer berüchtigter für Korruptionsfälle, und so wurde der Wahlkreis Beverley in jenen des East Riding of Yorkshire integriert. Bei den Britischen Unterhauswahlen 1950 wurde erneut ein Wahlkreis Beverley gebildet, der sich über die Hälfte des East Riding erstreckte; die andere Hälfte gehörte zum Wahlkreis Bridlington. 1955 wurde Beverley Teil des Wahlkreises Haltemprice, bekam 1983 jedoch wieder seinen eigenen Wahlkreis. Seit 1997 gehört Beverley dem Wahlkreis Beverley and Holderness an, eine Hochburg der Conservative Party.

### Städtepartnerschaften
Beverley unterhält Städtepartnerschaften mit
- Beverly (Massachusetts), Vereinigte Staaten
- Lemgo, Deutschland
- Nogent-sur-Oise, Frankreich

## Kultur und Sehenswürdigkeiten

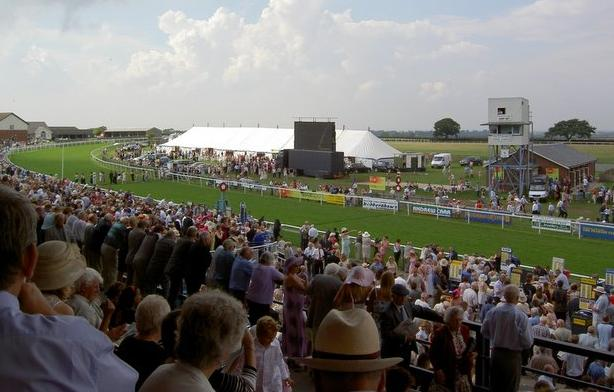
Beverley Racecourse

Der jeden Samstag stattfindende große Wochenmarkt zeugt auch heute noch von Beverleys Stellung als Marktgemeinde (market town). Ein weiterer Markt findet mittwochs statt. Jedes Jahr finden in Beverley mehrere Musikveranstaltungen statt, unter anderem das Early Music Festival im Mai, das Folk Festival im Juni sowie das Jazz Festival im August, gefolgt vom Chamber Music Festival im September.
Hier findet zudem das Literaturevent Kite Festival sowie zweijährlich das Festival der Marionetten statt.
Aus sportlicher Sicht spielt der Pferderennsport die wichtigste Rolle in Beverley. Auf dem Beverley Racecourse werden mindestens schon seit 1690 Pferderennen ausgetragen, und die erste Haupttribüne der Anlage wurde 1767 errichtet. Der Fußballverein der Stadt ist Beverley Town, welcher in der 13-klassigen Humber Premier League spielt. Beverley war Gastgeber der Britischen Radrennmeisterschaft 2006.
Beverley besitzt eine Auswahl an Pubs, von denen manche bereits zu Touristenattraktionen geworden sind. Der älteste Pub der Stadt, der Sun Inn, stammt aus dem Jahre 1530. Insgesamt gibt es über 40 Pubs in Beverley, wovon die allermeisten seit über einem Jahrhundert bestehen. In Beverley befindet sich außerdem einer der weltletzten Pubs, die authentische Gasbeleuchtung benutzen.
Seit 2006 findet außerdem jährlich im Oktober ein Food Festival statt, an welchem 70 Schausteller heimische Nahrungsmittel zum Verkauf anbieten sowie Kochvorführungen präsentieren. Es werden zu dem Festival jedes Jahr über 10.000 Besucher erwartet.
Das Beverley Minster ist einer der bekanntesten Kirchenbauten in England, die keine Kathedrale sind.

## Wirtschaft und Infrastruktur

### Verkehr

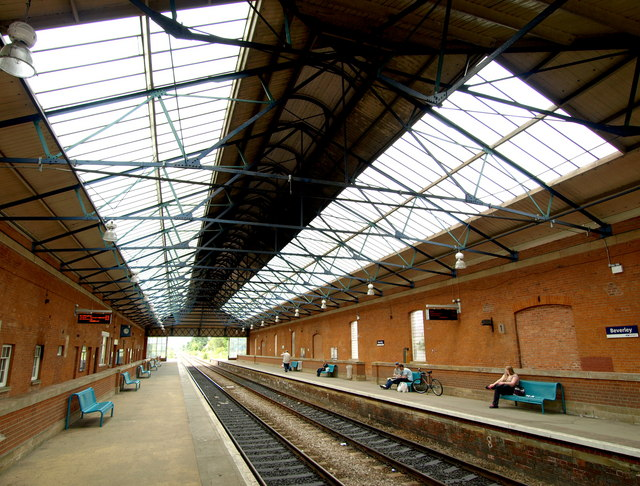
Bahnhof Beverley

Die Stadt befindet sich an der Yorkshire Coast Line, eine Bahnlinie, die sich von Kingston upon Hull nordwärts bis nach Scarborough erstreckt. Auf ihr verkehren derzeit Züge von Northern Rail. Die Bahnstrecke York–Beverley wurde 1965 stillgelegt, jedoch gibt es Überlegungen einer Wiedereröffnung der Linie. Der Bahnhof Beverley wurde 1846 vom Architekten George Townsend Andrews erbaut und durch die York and North Midland Railway eröffnet. 19 Jahre später eröffnete die North Eastern Railway die besagte Strecke von hier über Market Weighton nach York.
Die A1079 verbindet Hull mit York und passiert Beverley anhand eines südwestlich der Stadt verlaufenden Bypasses. Der fünf Meilen lange Bypass wurde 1980 eröffnet und kostete £13 Millionen. East Yorkshire Motor Services bietet eine gute Busanbindung an das Stadtzentrum Hulls sowie an umliegende Orte wie Hessle, Pocklington, Driffield, Market Weighton, Bridlington, York und Scarborough an. Der Beverley Beck ist ein vom Hull abzweigender Kanal, welcher kleinen Schiffen einen Anschluss an die Stadt ermöglicht. Die Werft von Cook, Welton & Gemmell baute lange Zeit Trawler in Beverley. Spielte der Kanal zur Zeit der Hanse eine wichtige Rolle bei Industrie und Handel, so dient er heute lediglich noch dem Wirtschaftszweig der Fischerei. Beverley ist heute die Heimat vieler erhaltener und geschützter Schleppkähne.

### Bildung
Die Beverley Grammar School ist die älteste Staatsschule Englands. Sie wurde im Jahre 700 vom Heiligen John von Beverley gegründet. Die Schule hat einige bekannte Persönlichkeiten hervorgebracht, wie den Chemiker Smithson Tennant, Thomas Percy, einen Mitverschwörer des Gunpowder Plot sowie den früheren Fußballnationaltorhüter Paul Robinson. Die Schule wird heute von etwa 800 Schülern besucht.
Eine weitere Schule ist die Beverley High School, eine 850 Schülerinnen fassende Mädchengesamtschule, deren GCSE-Ergebnisse weit oberhalb des nationalen Durchschnitts liegen. Das Longcroft School and Performing Arts College ist eine Kunstschule mit über 1500 Schülern. Sie wird für ihre Darstellenden Künste und sportlichen Errungenschaften hoch geschätzt. Eine Großzahl der Schüler von Beverley besucht nachfolgend die University of Hull oder auch weiter entfernt liegende Bildungsinstitute.

## Persönlichkeiten
- John von Beverley († 721), Erzbischof von York und Heiliger
- John Alcock († 1500), Kleriker und Lordkanzler, Bischof von Rochester, Worcester und Ely
- John Fisher (1469–1535), Bischof, Kardinal, Heiliger und Märtyrer
- Julia Pardoe (1804–1862), Reisende und Schriftstellerin
- Edmund Neville Nevill (1849–1940), Astronom
- Harvey Wood (1885–1958), Hockeyspieler
- Colin Gregory (1903–1959), Tennisspieler
- Ken Annakin (1914–2009), Filmregisseur und Drehbuchautor
- Helen Dunmore (1952–2017), Schriftstellerin
- Sean Olsson (* 1967), Bobfahrer
- Guy Smith (* 1974), Rennfahrer und Gewinner der 24 Stunden von Le Mans 2003
- Anna Maxwell Martin (* 1977), Schauspielerin
- Paul Robinson (* 1979), Fußballspieler
- Gareth Warburton (* 1983), Leichtathlet
- Kevin Phillips (* 1986), Eishockeyspieler
- Katie O’Brien (* 1986), Tennisspielerin
- Carol Galashan (* 1987), Wasserspringerin
- Helen Galashan (* 1987), Wasserspringerin
- Fiona Moverley (* 1987), Squashspielerin
- Dave Phillips (* 1987), Eishockeyspieler
- Will Atkinson (* 1988), Fußballspieler
- Elizabeth Deignan (* 1988), Radrennfahrerin
- Danny Worsnop (* 1990), Rockmusiker
- Elizabeth Simmonds (* 1991), Schwimmerin
- Jemma McKenzie-Brown (* 1994), Schauspielerin
- Sam Cosgrove (* 1996), Fußballspieler
- Daniel James (* 1997), Fußballspieler